# Béthune
Béthune – miejscowość i gmina we Francji, w regionie Hauts-de-France, w departamencie Pas-de-Calais.
Według danych na rok 1990 gminę zamieszkiwało 24 556 osób, a gęstość zaludnienia wynosiła 2604 osób/km² (wśród 1549 gmin regionu Nord-Pas-de-Calais Béthune plasuje się na 22. miejscu pod względem liczby ludności, natomiast pod względem powierzchni na miejscu 356.).
W miejscowości znajduje się stacja kolejowa Gare de Béthune.

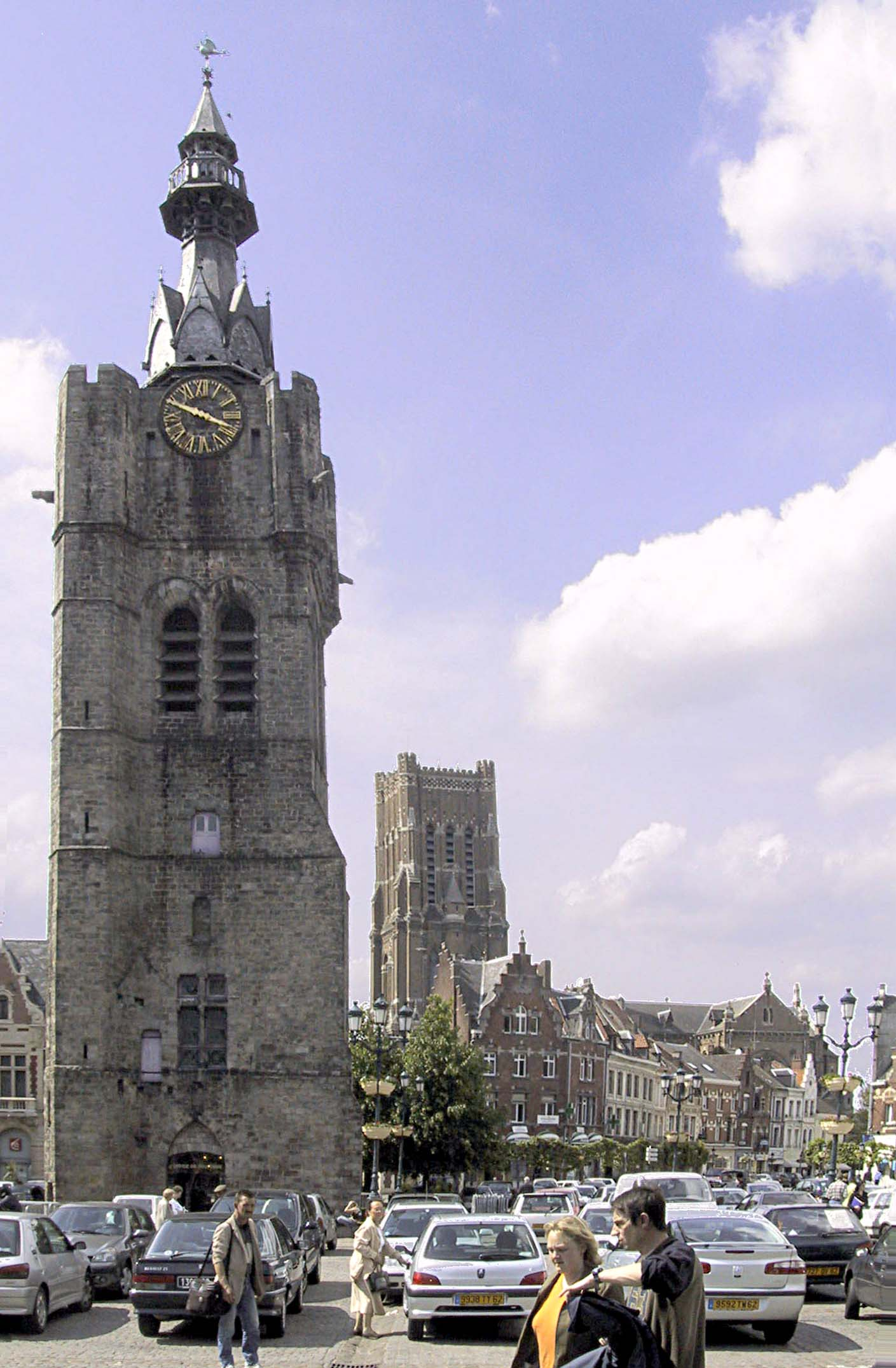
Dzwonnica w Béthune